# Belvárdgyula
Belvárdgyula é um município da Hungria, situado no condado de Baranya. Tem 17,23 km² de área e sua população em 2019 foi estimada em 365 habitantes.